# Richey Reneberg
Richey Reneberg (Phoenix, 5 oktober 1965) is een Amerikaanse voormalig professioneel tennisser. Reneberg won in zijn carrière drie ATP-toernooien in het enkelspel.In het dubbelspel was Reneberg zeer succesvol met 19 ATP-toernooizeges waaronder grandslamzeges op de US Open in 1992 en de Australian Open in 1995.
Ook behaalde Reneberg op 1 februari 1993 de nummer één positie op de ATP dubbelspelranking.
Reneberg speelde voor zijn profcarrière college-tennis in de Verenigde Staten voor de Southern Methodist University.

## Palmares

#### Enkelspel
| Legenda                       | Legenda               |
| ----------------------------- | --------------------- |
| Grand Slam                    |                       |
| Olympische Spelen             |                       |
| tot 2009                      | vanaf 2009            |
| Tennis Masters Cup            | ATP Finals            |
| ATP Masters Series            | ATP Tour Masters 1000 |
| ATP International Series Gold | ATP Tour 500          |
| ATP International Series      | ATP Tour 250          |

| Nr.              | Datum           | Toernooi         | Ondergrond | Tegenstander in finale | Score                      | Details |
| ---------------- | --------------- | ---------------- | ---------- | ---------------------- | -------------------------- | ------- |
| Gewonnen finales |                 |                  |            |                        |                            |         |
| 1.               | 5 mei 1991      | ATP Tampa        | Gravel     | Petr Korda             | 4–6, 6–4, 6–2              | Details |
| 2.               | 10 januari 1993 | ATP Kuala Lumpur | Hardcourt  | Olivier Delaître       | 6–3, 6–1                   | Details |
| 3.               | 16 juni 1996    | ATP Rosmalen     | Gras       | Stephane Simian        | 6–4, 6–0                   | Details |
| Verloren finales |                 |                  |            |                        |                            |         |
| 1.               | 7 januari 1990  | ATP Wellington   | Hardcourt  | Emilio Sánchez         | 6–7(3), 6–4, 4–6, 6–4, 6–1 | Details |
| 2.               | 9 januari 1994  | ATP Oahu         | Hardcourt  | Wayne Ferreira         | 6–4, 6–7(3), 6–1           | Details |
| 3.               | 21 april 1996   | ATP Tokio        | Hardcourt  | Pete Sampras           | 6–4, 7–5                   | Details |
| 4.               | 9 maart 1997    | ATP Scottsdale   | Hardcourt  | Mark Philippoussis     | 6–4, 7–6(4)                | Details |

### Dubbelspel
| Nr.                           | Datum             | Toernooi          | Ondergrond    | Partner              | Tegenstanders in finale            | Score                           | Details |
| ----------------------------- | ----------------- | ----------------- | ------------- | -------------------- | ---------------------------------- | ------------------------------- | ------- |
| Gewonnen finales heren dubbel |                   |                   |               |                      |                                    |                                 |         |
| 1.                            | 19 november 1989  | ATP Johannesburg  | Hardcourt (i) | Luke Jensen          | Kelly Jones Joey Rive              | 6–0, 6–4                        | Details |
| 2.                            | 6 oktober 1991    | ATP Sydney Indoor | Hardcourt     | Jim Grabb            | Luke Jensen Laurie Warder          | 6–4, 6–4                        | Details |
| 3.                            | 13 oktober 1991   | ATP Tokio Indoor  | Tapijt (i)    | Jim Grabb            | Scott Davis David Pate             | 7–5, 2–6, 7–6                   | Details |
| 4.                            | 9 februari 1992   | ATP San Francisco | Hardcourt (i) | Jim Grabb            | Pieter Aldrich Danie Visser        | 6–4, 7–5                        | Details |
| 5.                            | 14 juni 1992      | ATP Rosmalen      | Gras          | Jim Grabb            | John McEnroe Michael Stich         | 6–4, 6–7, 6–4                   | Details |
| 6.                            | 23 augustus 1992  | ATP Indianapolis  | Hardcourt     | Jim Grabb            | Grant Connell Glenn Michibata      | 7–6, 6–2                        | Details |
| 7.                            | 12 september 1992 | US Open           | Hardcourt     | Jim Grabb            | Kelly Jones Rick Leach             | 3–6, 7–6(2), 6–3, 6–3           | Details |
| 8.                            | 21 februari 1993  | ATP Philadelphia  | Tapijt (i)    | Jim Grabb            | Marcos Ondruska Brad Pearce        | 6–7, 6–3, 6–0                   | Details |
| 9.                            | 2 mei 1993        | ATP Atlanta       | Gravel        | Paul Annacone        | Todd Martin Jared Palmer           | 6–4, 7–6                        | Details |
| 10.                           | 10 oktober 1993   | ATP Sydney Indoor | Hardcourt (i) | Patrick McEnroe      | Alexander Mronz Lars Rehmann       | 6–3, 7–5                        | Details |
| 11.                           | 17 april 1994     | ATP Birmingham    | Gravel        | Christo van Rensburg | Brian MacPhie David Witt           | 2–6, 6–3, 6–2                   | Details |
| 12.                           | 1 mei 1994        | ATP Atlanta       | Gravel        | Jared Palmer         | Francisco Montana Jim Pugh         | 4–6, 7–6, 6–4                   | Details |
| 13.                           | 28 januari 1995   | Australian Open   | Hardcourt     | Jared Palmer         | Mark Knowles Daniel Nestor         | 6–3, 3–6, 6–3, 6–2              | Details |
| 14.                           | 19 februari 1995  | ATP Memphis       | Hardcourt (i) | Jared Palmer         | Tommy Ho Brett Steven              | 4–6, 7–6, 6–1                   | Details |
| 15.                           | 18 augustus 1996  | ATP Indianapolis  | Hardcourt     | Jim Grabb            | Petr Korda Cyril Suk               | 7–6, 4–6, 6–4                   | Details |
| 16.                           | 6 oktober 1996    | ATP Lyon          | Tapijt (i)    | Jim Grabb            | Neil Broad Piet Norval             | 6–2, 6–1                        | Details |
| 17.                           | 9 november 1997   | ATP Stockholm     | Hardcourt (i) | Marc-Kevin Goellner  | Ellis Ferreira Patrick Galbraith   | 6-3, 3-6, 7-6(4)                | Details |
| 18.                           | 7 maart 1999      | ATP Scottsdale    | Hardcourt     | Justin Gimelstob     | Mark Knowles Sandon Stolle         | 6-4, 6-7(4), 6-3                | Details |
| 19.                           | 12 maart 2000     | ATP Scottsdale    | Hardcourt     | Jared Palmer         | Patrick Galbraith David Macpherson | 6–3, 7–5                        | Details |
| Verloren finales heren dubbel |                   |                   |               |                      |                                    |                                 |         |
| 1.                            | 11 februari 1990  | ATP San Francisco | Tapijt (i)    | Glenn Layendecker    | Kelly Jones Robert Van't Hof       | 2–6, 7–6, 6–3                   | Details |
| 2.                            | 5 mei 1991        | ATP Tampa         | Gravel        | David Pate           | Ken Flach Robert Seguso            | 6–7, 6–4, 6–1                   | Details |
| 3.                            | 19 mei 1991       | ATP Umag          | Gravel        | David Wheaton        | Gilad Bloom Javier Sánchez         | 7–6, 2–6, 6–1                   | Details |
| 4.                            | 23 februari 1992  | ATP Philadelphia  | Tapijt (i)    | Jim Grabb            | Todd Woodbridge Mark Woodforde     | 6–4, 7–6                        | Details |
| 5.                            | 4 juli 1992       | Wimbledon         | Gras          | Jim Grabb            | John McEnroe Michael Stich         | 5-7, 7-6(5), 3-6, 7-6(5), 19-17 | Details |
| 6.                            | 11 oktober 1992   | ATP Sydney Indoor | Hardcourt (i) | Jim Grabb            | Patrick McEnroe Jonathan Stark     | 6–2, 6–3                        | Details |
| 7.                            | 18 oktober 1992   | ATP Tokio Indoor  | Tapijt (i)    | Jim Grabb            | Todd Woodbridge Mark Woodforde     | 7–6, 6–4                        | Details |
| 8.                            | 8 mei 1994        | ATP Pinehurst     | Gravel        | Jared Palmer         | Todd Woodbridge Mark Woodforde     | 6–2, 3–6, 6–3                   | Details |
| 9.                            | 21 augustus 1994  | ATP Indianapolis  | Hardcourt     | Jim Grabb            | Todd Woodbridge Mark Woodforde     | 6–3, 6–4                        | Details |
| 10.                           | 7 mei 1995        | ATP Atlanta       | Gravel        | Jared Palmer         | Sergio Casal Emilio Sánchez        | 6–7, 6–3, 7–6                   | Details |
| 11.                           | 18 februari 1996  | ATP San Jose      | Hardcourt (i) | Jonathan Stark       | Trevor Kronemann David Macpherson  | 6–4, 3–6, 6–3                   | Details |
| 12.                           | 10 maart 1996     | ATP Scottsdale    | Hardcourt     | Brett Steven         | Patrick Galbraith Rick Leach       | 5–7, 7–5, 7–5                   | Details |
| 13.                           | 1 maart 1998      | ATP Philadelphia  | Hardcourt (i) | David Macpherson     | Jacco Eltingh Paul Haarhuis        | 7-6(6), 6-7(3), 6-2             | Details |
| 14.                           | 15 maart 1998     | ATP Indian Wells  | Hardcourt     | Todd Martin          | Jonas Björkman Patrick Rafter      | 6–4, 7–6                        | Details |
| 15.                           | 3 mei 1998        | ATP Atlanta       | Gravel        | Alex O'Brien         | Ellis Ferreira Brent Haygarth      | 6–3, 0–6, 6–2                   | Details |
| 16.                           | 20 februari 2000  | ATP Memphis       | Hardcourt (i) | Jim Grabb            | Justin Gimelstob Sébastien Lareau  | 6–2, 6–4                        | Details |

## Prestatietabel
| Legenda | Legenda                          |
| ------- | -------------------------------- |
| g.t.    | geen toernooi gehouden           |
| l.c.    | lagere categorie                 |
| –       | niet deelgenomen                 |
| G       | uitgeschakeld in de groepsfase   |
| 1R      | uitgeschakeld in de eerste ronde |
| 2R      | uitgeschakeld in de tweede ronde |
| 3R      | uitgeschakeld in de derde ronde  |
| 4R      | uitgeschakeld in de vierde ronde |
| KF      | uitgeschakeld in de kwartfinale  |
| HF      | uitgeschakeld in de halve finale |
| F       | de finale verloren               |
| W       | het toernooi gewonnen            |
| w-v     | winst/verlies-balans             |

### Prestatietabel grand slam, enkelspel
| Toernooi        | 1987 | 1988 | 1989 | 1990 | 1991 | 1992 | 1993 | 1994 | 1995 | 1996 | 1997 | 1998 | 1999 |
| --------------- | ---- | ---- | ---- | ---- | ---- | ---- | ---- | ---- | ---- | ---- | ---- | ---- | ---- |
| Australian Open | –    | 1R   | 2R   | 1R   | –    | 3R   | 1R   | 2R   | 1R   | 2R   | 2R   | 3R   | –    |
| Roland Garros   | –    | 2R   | 1R   | 1R   | 1R   | 1R   | 1R   | 3R   | 3R   | 2R   | 1R   | 1R   | –    |
| Wimbledon       | 3R   | 2R   | 2R   | 1R   | 2R   | 1R   | 1R   | 2R   | 1R   | 1R   | 4R   | 1R   | 1R   |
| US Open         | 2R   | 2R   | 2R   | 1R   | 1R   | 1R   | 2R   | 4R   | 1R   | 1R   | 1R   | –    | 2R   |

### Prestatietabel grand slam, dubbelspel
| Toernooi        | 1988 | 1989 | 1990 | 1991 | 1992 | 1993 | 1994 | 1995 | 1996 | 1997 | 1998 | 1999 |
| --------------- | ---- | ---- | ---- | ---- | ---- | ---- | ---- | ---- | ---- | ---- | ---- | ---- |
| Australian Open | 2R   | 1R   | 3R   | –    | 2R   | KF   | 1R   | W    | –    | 3R   | 2R   | KF   |
| Roland Garros   | 1R   | –    | 1R   | 2R   | KF   | 1R   | 3R   | 2R   | 3R   | 2R   | 1R   | 3R   |
| Wimbledon       | 1R   | –    | 1R   | 2R   | F    | 2R   | 1R   | 3R   | 3R   | 1R   | 1R   | 3R   |
| US Open         | 1R   | KF   | 3R   | 1R   | W    | 3R   | 1R   | 1R   | –    | 1R   | 1R   | 3R   |